# Astragalus schinetorum
Astragalus schinetorum är en ärtväxtart som beskrevs av Rupert Charles Barneby. Astragalus schinetorum ingår i släktet vedlar, och familjen ärtväxter. Inga underarter finns listade i Catalogue of Life.